# فرناند دومون
فرناند دومون هو عالم اجتماع وفيلسوف وكاتب وشاعر كندي، ولد في 24 يونيو 1927 في Beauport, Quebec City ‏ في كندا، وتوفي في 1 مايو 1997 في كيبك في كندا.